# 레코드셋
레코드셋(recordset)은 데이터베이스 레코드들의 그룹으로 구성된 자료 구조이다. 베이스 테이블에서 기원하거나 테이블에 대한 조회의 결과로서 기원할 수 있다.
이 개념은 수많은 플랫폼, 특히 마이크로소프트의 데이터 액세스 오브젝트(DAO)와 액티브엑스 데이터 오브젝트(ADO)에서 일반적이다. 레코드셋의 객체는 하나의 Fields 컬렉션과 하나의 Properties 컬렉션을 포함하고 있다. 레코드셋 객체는 무조건 현재 레코드인 집합 내의 단일 레코드만을 가리킨다.